# Central Coast
Central Coast ist eine Region und ein lokales Verwaltungsgebiet im australischen Bundesstaat New South Wales. Sie hatte 2021 eine Einwohnerzahl von 325.255. Politisch verwaltet der Central Coast Council das Gebiet seit dem 12. Mai 2016, als der Gosford City Council und der Wyong Shire Council fusionierten. Die Central Coast liegt nördlich von Sydney und südlich von Newcastle.

## Geografie
Die Region besteht aus einem Netz von Städten, die in den letzten Jahren durch eine expandierende Vorstadtbebauung im Norden von Sydney miteinander verbunden wurden. Die wichtigste städtische Ansammlung der Region umgibt das Nordufer von Brisbane Water und umfasst das größte Bevölkerungszentrum der Küste, Gosford, das sich östlich bis zum Einzelhandelszentrum Erina erstreckt. Weitere wichtige Handelszentren an der Küste sind Wyong, Tuggerah, Lakehaven, The Entrance, Terrigal und Woy Woy. Eine große Anzahl von Menschen, die im südlichen Teil der Region leben, pendelt täglich zur Arbeit nach Sydney. 
Die Central Coast ist auch ein beliebtes Touristenziel und ein beliebtes Gebiet für den Ruhestand. An der Central Coast gibt es zahlreiche Arbeitsplätze in den Bereichen Dienstleistungen, Tourismus, Fertigung, Finanzen, Bauwesen, Einzelhandel und Industrie. Infolgedessen unterscheidet sich die kulturelle Identität der Region von der der Metropole Sydney sowie von der Region Hunter Valley mit ihrem Bergbau, der Schwerindustrie und dem Hafen. Am 2. Dezember 2005 wurde die Central Coast offiziell als eigenständige Region anerkannt und nicht als Erweiterung von Sydney oder dem Hunter Valley.
An der Central Coast herrscht ein feuchtes subtropisches Klima (Köppen-Klimaklassifikation: Cfa) mit feuchtwarmen Sommern und milden Wintern. 

## Geschichte
Die Region ist seit Tausenden von Jahren von Aborigines bewohnt. Die dort ansässigen Kuringgai waren die ersten Aborigines, die mit britischen Siedlern in Kontakt kamen. Ein Aborigine aus der Region namens Bungaree wurde einer der prominentesten Personen in der frühen Geschichte von New South Wales. Er war einer der ersten Aborigines, die Englisch lernten, und freundete sich mit den frühen Gouverneuren an. Er begleitete den Entdecker Matthew Flinders bei der Umrundung Australiens. 
Im Jahr 1811 vergab der Gouverneur von New South Wales, Lachlan Macquarie, die erste Landzuweisung in der Region an William Nash, einen ehemaligen Marinesoldaten. Bis 1821 wurden keine weiteren Landzuteilungen in diesem Gebiet vorgenommen.

## Sport
Die Central Coast Mariners vertreten die Central Coast in der A-League. Die Central Coast Rhinos sind der lokale Eishockeyverein.